# Sonam Tsemo

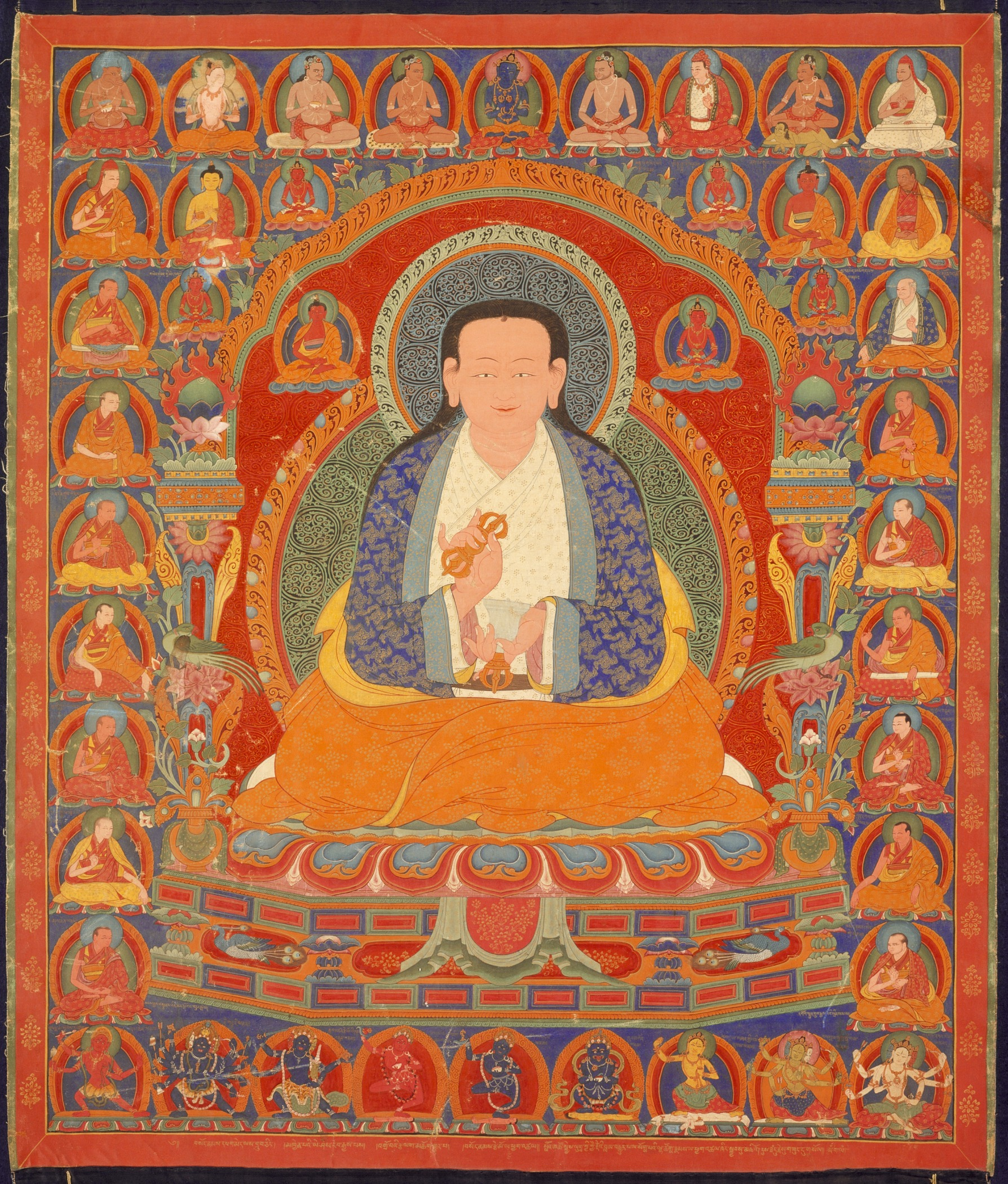
Sonam Tsemo i jego następcy, obraz z XVII w., klasztor Ngor

Sonam Tsemo (tyb.: བསོད་ནམས་རྩེ་མོ།, Wylie: bsod nams rtse mo, ZWPY: Soinam Zêmo; 1142–1182) – tybetański mistrz buddyzmu wadżrajany, należy do Pięciu Wielkich Mistrzów, którzy uważani są za założycieli szkoły sakja buddyzmu tybetańskiego.
Sonam Tsemo był synem i jednocześnie spadkobiercą nauk innego wielkiego mistrza szkoły sakja – Kunga Nyingpo. Po tym jak skompilował wiele nauk szkoły sakja, podróżował intensywnie po centralnym Tybecie i uczył się u mistrzów szkoły kadampa, głównie nauk o logice i filozofii prajnaparamita. Po powrocie do siedziby sakjapów podjął rolę przywódcy szkoły jako IV Sakya Trizin.
Obecna inkarnacja XIV Sonam Tsemo Rinpocze jest synem III Miphama Rinpocze, wielkiego mistrza szkoły ningma.